# Rudy Wiebe
Rudy Henry Wiebe (* 4. Oktober 1934 in Speedwell bei Fairholme, Saskatchewan) ist ein kanadischer Schriftsteller und Sohn deutschstämmiger Mennoniten, die 1929 aus der Sowjetunion geflohen waren.

## Leben und Werk
Wiebe wuchs in Süd-Alberta auf. Er studierte an der University of Alberta in Edmonton zunächst Medizin und dann englische Literatur und Kreatives Schreiben. Ein Stipendium ermöglichte ihm einen Studienaufenthalt in Tübingen. Nach seiner Rückkehr nach Kanada legte er seine Masterarbeit vor, den Roman Peace Shall Destroy Many, der 1962 erschien. Der Roman beschreibt kritisch das Leben einer fiktiven Mennonitengemeinde und führte zum Verlust seiner Stellung als Herausgeber einer mennonitischen Wochenzeitschrift.
1963 bis 1967 lehrte er am Goshen College in Indiana, später wurde er Professor für englische Literatur an der University of Alberta. 1986 erhielt er die Lorne Pierce Medal für Literatur der Royal Society of Canada.
Wiebe wohnt in Kanada und schreibt Romane, Erzählungen und Gedichte. Seine Erzählungen und Romane handeln von mennonitischer und von kanadischer Geschichte.
In seinem Roman Land jenseits der Stimmen von 2001 erzählt Wiebe die Geschichte der Franklin-Expedition 1819, der Suche nach der Nordwestpassage in der Polarregion. Der Roman wurde 1994 mit dem Governor General’s Award for Fiction ausgezeichnet, einem wichtigen kanadischen Literaturpreis. Diesen Preis hatte er bereits 1974 für The temptations of Big Bear erhalten.
Wiebes Muttersprache ist Plautdietsch, eine niederpreußische Varietät des Ostniederdeutschen, auch Mennonite Low German genannt. Übertragungen ins Plautdietsche von einzelnen Kapiteln aus dem Roman The Blue Mountains of China sind in der Zeitschrift Plautdietsch FRIND veröffentlicht worden.
Im März 2008 sind Rudy Wiebes Kindheitserinnerungen Von dieser Erde erschienen. Für dieses Buch erhielt Wiebe den Charles Taylor Prize, einen angesehenen kanadischen Preis für nicht-fiktionale Literatur. Auch von diesem Buch ist ein Kapitel in Übersetzung in der Zeitschrift Plautdietsch FRIND 2008 veröffentlicht worden.
2009 erschien Wiebes erster Roman unter dem Titel Friede wird viele zerstören in standardhochdeutscher Übertragung.

## Bibliographie
- The scorched-wood people. 1977
- Of This Earth: A Mennonite Boyhood in the Boreal Forest.
  - Von dieser Erde. Eine mennonitische Kindheit im borealen Urwald Kanadas. Übers. Joachim Utz. Tweeback, Bonn 2008, ISBN 978-3-9811978-1-5.
- The Angel of the Tar Sands. in Alberta: A Celebration. Hurtig, 1979
  - Der Engel des Teersandes. In: Gute Wanderschaft, mein Bruder. Übers. Elke-Maria Pötzschke. St. Benno Verlag, 1986
- Chinook Christmas. In: Contemporary Canadian Short Stories. Reclam, Stuttgart 1990 (Reihe: Fremdsprachentexte)
- Beiträge in: Kanada. Bildband. Übers. Johannes Kiebranz. Weitere Texte Alfred Pletsch, Klaus Viedebantt, Photographien Harald Mante. Bucher, München 1986 u.ö. ISBN 3-7658-0808-3.
- Beitrag in: Where is the Voice coming from? McClelland & Stewart
  - Die rätselhafte Stimme. In: Moderne Erzähler der Welt. Kanada. Übers. Helfried Seliger. Hg. Walter E. Riedel. Erdmann-Verlag, 1976, S. 319–330.
- River of Stone: Fictions and Memories.
- Sweeter Than All the World.
- Fruits of the Earth.
- Peace Shall Destroy Many.
  - Friede wird viele zerstören. Übers. Joachim Utz. Tweeback, Bonn 2009
- My Lovely Enemy.
- A Discovery of Strangers.
  - Land jenseits der Stimmen. Roman. Übers. Joachim Utz. Eichborn, Frankfurt 2001
- The Blue Mountains of China.
  - Wie Pappeln im Wind. Übers. Joachim Utz. Eichborn, Frankfurt 2004
- Stolen Life: The Journey of a Cree Woman. (mit Yvonne Johnson)
- Playing Dead: A Contemplation Concerning the Arctic.
- War in the West: Voices of the North-West Rebellion. (mit Bob Beal)
- The Temptations of Big Bear. 2008
  - Big Bear. Ein biografischer Essay. Übers. Joachim Utz. Tweeback, Bonn 2011